# Ivan Řezáč
Ivan Rezác (født 5. november 1924 i Řevnice - død 26. december 1977 i Prag, Tjekkiet) var en tjekkisk komponist, pianist og lærer.
Rezác studerede komposition og klaver på Prags Akademi for udøvende Kunst hos bl.a. Vaclav Dobias, og arbejdede herefter som lærer i musikteori på samme skole, og var samtidig leder af Prags Symfoniorkester. Han har skrevet 2 symfonier, 2 sinfoniettas, orkesterværker, kammermusik, filmmusik, en opera, vokalmusik og instrumentalmusik for mange instrumenter etc.

## Udvalgte værker
- Symfoni nr. 1 (1958) - for orkester
- Symfoni nr. 2 (1961) - for orkester
- Sinfonietta nr. 1 "Hjemkomst" (1962) - for cello og orkester
- Sinfonietta nr. 2 "Englen på affaldsheden" (1973) - for orkester